# Confort-Meilars
Confort-Meilars (tiếng Breton: Koñforzh-Meilar) là một xã của tỉnh Finistère, thuộc vùng Bretagne, miền tây bắc Pháp.